# Hästholmen
Hästholmen – miejscowość (tätort) w Szwecji, w regionie administracyjnym (län) Östergötland, w gminie Ödeshög.
Według danych Szwedzkiego Urzędu Statystycznego liczba ludności wyniosła: 328 (31 grudnia 2015), 322 (31 grudnia 2018) i 320 (31 grudnia 2019).